# Arisemus triatrapars
Arisemus triatrapars är en tvåvingeart som beskrevs av Quate och Brown 2004. Arisemus triatrapars ingår i släktet Arisemus och familjen fjärilsmyggor. Inga underarter finns listade i Catalogue of Life.